# Campeonato colombiano 1995-96
El Campeonato colombiano 1995-96 (conocido como Copa Mustang 1995-96 por motivos de patrocinio) fue la cuadragésimo novena (49a) edición de la Categoría Primera A del fútbol profesional colombiano, siendo el primero en la historia del fútbol en Colombia en jugarse acorde al calendario europeo, es decir, con la entrega del título en el mes de junio.
El campeonato comenzó el 20 de agosto de 1995 y finalizó el 20 de junio de 1996, siendo parte de las temporadas 1995 y 1996.

## Sistema de juego
El Torneo Apertura se disputó mediante 18 fechas, con los equipos distribuidos en dos grupos, mientras que el Finalización consistió en 30 fechas, todas bajo el sistema de todos contra todos para completar 48 fechas en la primera vuelta. Posteriormente, los ocho mejores equipos clasificaron a los cuadrangulares semifinales. De allí los cuatro mejores clasificaron para disputar el título del año. El primero del cuadrangular final se coronaría campeón y junto al subcampeón clasificarán directamente para la fase de grupos de la Copa Libertadores 1997.
Se disputó además la clasificación a la Copa Conmebol 1996 entre los 8 equipos eliminados de los cuadrangulares finales donde el ganador accedía al torneo continental.
A partir de esta temporada se implementó el sistema de descenso mediante promedio. Este sistema consiste en la sumatoria de los puntos de los torneos de los dos años anteriores y el presente, divididos en el número de partidos jugados para dar el promedio total. El equipo que asciende a jugar el campeonato desde la Primera B entra con los mismos puntos e historial de partidos del descendido.

## Cobertura por televisión
Las programadoras Caracol Televisión Por la Cadena Uno y RCN Televisión Por el Canal A tienen la autorización de emitir un partido por fecha de ese campeonato. En caso de que se juegue un sábado o un miércoles y las programadoras no están dispuestas a emitirlas se le ceden un permiso para emitirlo por los Canales Regionales

## Equipos participantes

### Relevo de clubes
Con la instauración del campeonato de un año en calendario europeo (agosto a junio) se estableció el ascenso y descenso de clubes de igual manera.
| Ascendidos a la Primera A                           |
| --------------------------------------------------- |
| Atlético Bucaramanga (Campeón de la Primera B 1995) |

| Descendidos a la Primera B                                 |
| ---------------------------------------------------------- |
| Cúcuta Deportivo (Último en el Campeonato colombiano 1995) |

### Datos de los clubes
| Equipo                 | Ciudad       | Estadio                        |
| ---------------------- | ------------ | ------------------------------ |
| América de Cali        | Cali         | Olímpico Pascual Guerrero      |
| Atlético Bucaramanga   | Bucaramanga  | Alfonso López                  |
| Atlético Huila         | Neiva        | Guillermo Plazas Alcid         |
| Atlético Nacional      | Medellín     | Atanasio Girardot              |
| Cortuluá               | Tuluá        | Doce de Octubre                |
| Deportes Quindío       | Armenia      | Centenario                     |
| Deportes Tolima        | Ibagué       | Manuel Murillo Toro            |
| Deportivo Cali         | Cali         | Olímpico Pascual Guerrero      |
| Deportivo Pereira      | Pereira      | Hernán Ramírez Villegas        |
| Envigado F. C.         | Envigado     | Polideportivo Sur              |
| Independiente Medellín | Medellín     | Atanasio Girardot              |
| Junior                 | Barranquilla | Metropolitano Roberto Meléndez |
| Millonarios            | Bogotá       | Nemesio Camacho El Campín      |
| Once Caldas            | Manizales    | Estadio Palogrande             |
| Santa Fe               | Bogotá       | Nemesio Camacho El Campín      |
| Unión Magdalena        | Santa Marta  | Eduardo Santos                 |

### Localización
| Antioquia       | 3 | Atlético Nacional, Envigado F. C. e Independiente Medellín | Nacional Envigado F. C. DIM Millonarios Santa Fe Caldas Pereira Quindío Cortuluá América Cali Bucaramanga Tolima Unión Junior Huila |
| Valle del Cauca | 3 | América de Cali, Cortuluá y Deportivo Cali                 | Nacional Envigado F. C. DIM Millonarios Santa Fe Caldas Pereira Quindío Cortuluá América Cali Bucaramanga Tolima Unión Junior Huila |
| Bogotá, D. C.   | 2 | Millonarios y Santa Fe                                     | Nacional Envigado F. C. DIM Millonarios Santa Fe Caldas Pereira Quindío Cortuluá América Cali Bucaramanga Tolima Unión Junior Huila |
| Atlántico       | 1 | Junior                                                     | Nacional Envigado F. C. DIM Millonarios Santa Fe Caldas Pereira Quindío Cortuluá América Cali Bucaramanga Tolima Unión Junior Huila |
| Caldas          | 1 | Once Caldas                                                | Nacional Envigado F. C. DIM Millonarios Santa Fe Caldas Pereira Quindío Cortuluá América Cali Bucaramanga Tolima Unión Junior Huila |
| Huila           | 1 | Atlético Huila                                             | Nacional Envigado F. C. DIM Millonarios Santa Fe Caldas Pereira Quindío Cortuluá América Cali Bucaramanga Tolima Unión Junior Huila |
| Magdalena       | 1 | Unión Magdalena                                            | Nacional Envigado F. C. DIM Millonarios Santa Fe Caldas Pereira Quindío Cortuluá América Cali Bucaramanga Tolima Unión Junior Huila |
| Quindío         | 1 | Deportes Quindío                                           | Nacional Envigado F. C. DIM Millonarios Santa Fe Caldas Pereira Quindío Cortuluá América Cali Bucaramanga Tolima Unión Junior Huila |
| Risaralda       | 1 | Deportivo Pereira                                          | Nacional Envigado F. C. DIM Millonarios Santa Fe Caldas Pereira Quindío Cortuluá América Cali Bucaramanga Tolima Unión Junior Huila |
| Santander       | 1 | Atlético Bucaramanga                                       | Nacional Envigado F. C. DIM Millonarios Santa Fe Caldas Pereira Quindío Cortuluá América Cali Bucaramanga Tolima Unión Junior Huila |
| Tolima          | 1 | Deportes Tolima                                            | Nacional Envigado F. C. DIM Millonarios Santa Fe Caldas Pereira Quindío Cortuluá América Cali Bucaramanga Tolima Unión Junior Huila |

## Reclasificación
En la tabla de reclasificación se resumen todos los partidos jugados por los 16 equipos entre los meses de agosto y mayo en los torneos Apertura y Finalización.
| Pos | Equipo                 | Pts | PJ | PG | PE | PP | GF  | GC | Dif |
| --- | ---------------------- | --- | -- | -- | -- | -- | --- | -- | --- |
| 1.  | Deportivo Cali         | 100 | 48 | 29 | 13 | 6  | 104 | 50 | 54  |
| 2.  | América de Cali        | 85  | 48 | 23 | 16 | 9  | 89  | 54 | 35  |
| 3.  | Atlético Nacional      | 82  | 48 | 24 | 10 | 14 | 83  | 57 | 26  |
| 4.  | Deportes Tolima        | 73  | 48 | 18 | 19 | 11 | 60  | 58 | 2   |
| 5.  | Millonarios            | 70  | 48 | 20 | 10 | 18 | 70  | 59 | 11  |
| 6.  | Once Caldas            | 67  | 48 | 17 | 16 | 15 | 66  | 60 | 6   |
| 7.  | Unión Magdalena        | 65  | 48 | 17 | 14 | 17 | 55  | 63 | -8  |
| 8.  | Atlético Junior        | 64  | 48 | 17 | 13 | 18 | 73  | 63 | 10  |
| 9.  | Envigado F. C.         | 62  | 48 | 15 | 17 | 16 | 52  | 52 | 0   |
| 10. | Deportivo Pereira      | 55  | 48 | 12 | 19 | 17 | 53  | 63 | -10 |
| 11. | Atlético Bucaramanga   | 54  | 48 | 12 | 18 | 18 | 44  | 61 | -17 |
| 12. | Cortuluá               | 54  | 48 | 12 | 18 | 18 | 52  | 72 | -20 |
| 13. | Deportes Quindío       | 52  | 48 | 14 | 10 | 24 | 63  | 87 | -24 |
| 14. | Atlético Huila         | 52  | 48 | 12 | 16 | 20 | 62  | 98 | -36 |
| 15. | Independiente Santa Fe | 50  | 48 | 14 | 12 | 22 | 71  | 80 | -9  |
| 16. | Independiente Medellín | 47  | 48 | 12 | 11 | 25 | 43  | 63 | -20 |

 Pts=Puntos; PJ=Partidos jugados; PE=Partidos empatados; P=Partidos perdidos; GF=Goles a favor; GC=Goles en contra; DIF=Diferencia de gol
|  | Clasificado para los cuadrangulares semifinales.                           |
|  | Clasificado para los cuadrangulares semifinales y a la Copa Conmebol 1996. |
|  | Eliminado.                                                                 |
|  | Descendido a la Categoría Primera B por peor promedio acumulado.           |

### Resultados Torneo Finalización
| Local \ Visitante | AME | BUC | CAL | ENV | HUI | JUN | MAG | DIM | MIL | NAC | ONC | PER | QUI | SFE | TOL | TUL |
| ----------------- | --- | --- | --- | --- | --- | --- | --- | --- | --- | --- | --- | --- | --- | --- | --- | --- |
| América           | —   | 1–1 | 0–0 | 1–1 | 1–2 | 2–1 | 5–0 | 1–2 | 1–0 | 1–0 | 2–0 | 2–1 | 2–1 | 4–2 | 1–0 | 3–0 |
| Bucaramanga       | 0–2 | —   | 2–5 | 0–0 | 2–0 | 2–2 | 1–0 | 3–0 | 2–0 | 3–2 | 0–1 | 1–0 | 1–1 | 0–0 | 0–0 | 0–0 |
| Dep. Cali         | 1–2 | 5–1 | —   | 3–1 | 2–2 | 1–1 | 5–0 | 4–2 | 2–0 | 1–0 | 2–1 | 2–2 | 2–2 | 5–1 | 2–0 | 2–0 |
| Envigado F.C.     | 1–1 | 3–1 | 0–1 | —   | 0–0 | 0–0 | 1–1 | 1–0 | 1–2 | 1–0 | 2–0 | 0–1 | 2–1 | 1–2 | 2–1 | 0–0 |
| Atl. Huila        | 1–4 | 1–1 | 1–1 | 2–4 | —   | 1–3 | 0–2 | 0–2 | 2–1 | 1–0 | 1–1 | 1–2 | 2–1 | 2–2 | 2–2 | 2–4 |
| Junior            | 2–2 | 5–1 | 2–2 | 1–2 | 3–1 | —   | 1–2 | 1–1 | 1–2 | 0–1 | 5–1 | 1–2 | 5–1 | 3–1 | 5–0 | 3–1 |
| U. Magdalena      | 2–1 | 2–1 | 1–2 | 0–0 | 0–0 | 1–1 | —   | 0–0 | 3–2 | 2–2 | 2–0 | 1–0 | 4–1 | 1–1 | 1–1 | 2–0 |
| Ind. Medellín     | 0–1 | 0–0 | 0–1 | 2–0 | 1–1 | 0–1 | 1–0 | —   | 1–0 | 0–2 | 0–2 | 1–0 | 3–0 | 2–1 | 1–1 | 1–0 |
| Millonarios       | 2–1 | 1–1 | 3–2 | 2–2 | 0–1 | 3–0 | 4–1 | 1–0 | —   | 1–1 | 1–0 | 2–1 | 3–1 | 2–4 | 2–1 | 2–0 |
| Atl. Nacional     | 2–0 | 3–1 | 0–0 | 1–2 | 7–1 | 0–0 | 2–0 | 2–0 | 3–2 | —   | 3–1 | 3–1 | 2–1 | 3–1 | 3–2 | 0–1 |
| Once Caldas       | 2–2 | 1–1 | 2–3 | 1–0 | 4–0 | 0–0 | 2–0 | 1–0 | 2–1 | 2–5 | —   | 5–1 | 4–1 | 2–1 | 1–1 | 2–0 |
| Dep. Pereira      | 1–1 | 1–1 | 0–1 | 2–2 | 4–1 | 2–1 | 2–2 | 1–0 | 2–1 | 1–0 | 1–1 | —   | 1–0 | 2–1 | 0–0 | 1–1 |
| Dep. Quindío      | 1–1 | 1–0 | 0–3 | 1–0 | 4–1 | 0–1 | 2–1 | 1–4 | 0–0 | 3–2 | 1–1 | 2–1 | —   | 2–0 | 2–2 | 1–2 |
| Ind. Santa Fe     | 1–2 | 1–0 | 2–0 | 1–1 | 2–2 | 3–1 | 1–1 | 2–0 | 1–2 | 2–1 | 1–3 | 0–0 | 1–2 | —   | 5–3 | 1–1 |
| Dep. Tolima       | 2–2 | 3–0 | 1–1 | 2–0 | 3–1 | 0–0 | 0–0 | 2–1 | 1–0 | 0–0 | 3–0 | 1–1 | 3–2 | 1–0 | —   | 1–0 |
| Dep. Tuluá        | 1–1 | 3–0 | 1–6 | 3–2 | 0–1 | 1–0 | 4–2 | 1–1 | 3–2 | 2–3 | 0–0 | 1–0 | 1–1 | 3–2 | 2–1 | —   |

## Cuadrangulares semifinales
La segunda fase del Campeonato colombiano 1995/96 consiste en los cuadrangulares semifinales. Estos los disputan los ocho mejores equipos de todo el año, distribuidos en dos grupos de cuatro. Los cuatro primeros recibieron puntaje de bonificación previo al inicio de esta etapa. Los dos mejores de cada grupo avanzan al cuadrangular final para definir al campeón y los cupos a la Copa Libertadores.

### Grupo A
| Pos | Equipo          | Bon  | Pts   | PJ | PG | PE | PP | GF | GC | Dif |
| --- | --------------- | ---- | ----- | -- | -- | -- | -- | -- | -- | --- |
| 1.  | América de Cali | 1.75 | 12.75 | 6  | 3  | 2  | 1  | 6  | 2  | 4   |
| 2.  | Deportivo Cali  | 3    | 11    | 6  | 2  | 2  | 2  | 6  | 9  | -3  |
| 3.  | Unión Magdalena | 0    | 10    | 6  | 3  | 1  | 2  | 7  | 7  | 0   |
| 4.  | Once Caldas     | 0,50 | 5,50  | 6  | 1  | 2  | 3  | 9  | 10 | -1  |

### Grupo B
| Pos | Equipo            | Bon  | Pts  | PJ | PG | PE | PP | GF | GC | Dif |
| --- | ----------------- | ---- | ---- | -- | -- | -- | -- | -- | -- | --- |
| 1.  | Millonarios       | 0    | 12   | 6  | 4  | 0  | 2  | 11 | 7  | 4   |
| 2.  | Atlético Nacional | 1,75 | 9,75 | 6  | 2  | 2  | 2  | 5  | 7  | -2  |
| 3.  | Deportes Tolima   | 0,50 | 7,50 | 6  | 2  | 1  | 3  | 7  | 7  | 0   |
| 4.  | Atlético Junior   | 0    | 7    | 6  | 2  | 1  | 3  | 6  | 8  | -2  |

 Bon=Puntaje de bonificación; Pts=Puntos; PJ=Partidos jugados; PE=Partidos empatados; P=Partidos perdidos; GF=Goles a favor; GC=Goles en contra; DIF=Diferencia de gol
|  | Clasificado al cuadrangular final. |

## Cuadrangular final
| Pos | Equipo            | Pts | PJ | PG | PE | PP | GF | GC | Dif |
| --- | ----------------- | --- | -- | -- | -- | -- | -- | -- | --- |
| 1.  | Deportivo Cali*   | 12  | 6  | 3  | 2  | 1  | 11 | 7  | 4   |
| 2.  | Millonarios       | 12  | 6  | 4  | 0  | 2  | 11 | 6  | 5   |
| 3.  | Atlético Nacional | 5   | 6  | 1  | 2  | 3  | 6  | 10 | -4  |
| 4.  | América de Cali   | 5   | 6  | 1  | 2  | 3  | 4  | 9  | -5  |

* Deportivo Cali fue campeón gracias a los puntos de bonificación.
 Pts=Puntos; PJ=Partidos jugados; G=Partidos ganados; E=Partidos empatados; P=Partidos perdidos; GF=Goles a favor; GC=Goles en contra; DIF=Diferencia de gol
|  | Campeón, clasificado para la Copa Libertadores 1997.    |
|  | Subcampeón, clasificado para la Copa Libertadores 1997. |

|                                   |
| Bandera de Colombia               |
| Campeón Deportivo Cali 6.º título |

## Clasificación a la Copa Conmebol 1996

### Semifinales Pre-Conmebol 1996
La Liguilla Pre-Conmebol tuvo unos cuadrangulares como primera etapa. Estos los disputan los ocho equipos eliminados de la disputa por el título, distribuidos en dos grupos de cuatro. Los dos mejores de cada grupo avanzan al cuadrangular final para definir al Ganador del cupo a la Copa Conmebol.

#### Grupo C
| Pos | Equipo            | Bon  | Pts | PJ | PG | PE | PP | GF | GC | Dif |
| --- | ----------------- | ---- | --- | -- | -- | -- | -- | -- | -- | --- |
| 1.  | Envigado F. C.    | 1.00 | 11  | 6  | 3  | 2  | 1  | 9  | 7  | 2   |
| 2.  | Santa Fe          | 0    | 9   | 6  | 3  | 0  | 3  | 7  | 7  | 0   |
| 3.  | Deportes Quindio  | 0    | 8   | 6  | 2  | 2  | 2  | 7  | 5  | 2   |
| 4.  | Deportivo Pereira | 0    | 6   | 6  | 2  | 0  | 4  | 5  | 9  | -4  |

#### Grupo D
| Pos | Equipo                 | Bon | Pts | PJ | PG | PE | PP | GF | GC | Dif |
| --- | ---------------------- | --- | --- | -- | -- | -- | -- | -- | -- | --- |
| 1.  | Cortuluá               | 0   | 9   | 6  | 2  | 3  | 1  | 10 | 9  | 1   |
| 2.  | Independiente Medellín | 0   | 9   | 6  | 2  | 3  | 1  | 7  | 9  | -2  |
| 3.  | Atlético Huila         | 0   | 8   | 6  | 2  | 2  | 2  | 8  | 4  | 4   |
| 4.  | Atlético Bucaramanga   | 0   | 5   | 6  | 1  | 2  | 3  | 5  | 8  | -3  |

 Bon=Puntaje de bonificación; Pts=Puntos; PJ=Partidos jugados; PE=Partidos empatados; P=Partidos perdidos; GF=Goles a favor; GC=Goles en contra; DIF=Diferencia de gol
|  | Clasificado al cuadrangular final. |

### Liguilla Pre-Conmebol
Los dos ganadores de cada grupo de los cuadrangulares se enfrentaron en la Liguilla Pre-Conmebol para definir al segundo club clasificado por Colombia a la Copa Conmebol 1996.
| Pos | Equipo                 | Pts | PJ | PG | PE | PP | GF | GC | Dif |
| --- | ---------------------- | --- | -- | -- | -- | -- | -- | -- | --- |
| 1.  | Santa Fe               | 14  | 6  | 4  | 2  | 0  | 11 | 4  | 7   |
| 2.  | Envigado F. C.         | 11  | 6  | 3  | 2  | 1  | 6  | 3  | 3   |
| 3.  | Cortuluá               | 6   | 6  | 1  | 3  | 2  | 6  | 8  | -2  |
| 4.  | Independiente Medellín | 1   | 6  | 0  | 1  | 5  | 5  | 13 | -8  |

 Pts=Puntos; PJ=Partidos jugados; G=Partidos ganados; E=Partidos empatados; P=Partidos perdidos; GF=Goles a favor; GC=Goles en contra; DIF=Diferencia de gol
|  | Ganador de la Liguilla, clasificado para la Copa Conmebol 1996. |

## Goleadores
| Jugador                 | Equipo            | Goles |
| ----------------------- | ----------------- | ----- |
| Iván René Valenciano    | Junior            | 36    |
| Víctor Hugo Aristizábal | Atlético Nacional | 33    |
| Edison Mafla            | Deportivo Cali    | 33    |
| Adolfo Valencia         | Santa Fe          | 25    |
| Hugo Arrieta            | Deportivo Pereira | 24    |
| Manuel Acisclo Córdoba  | Atlético Huila    | 22    |

## Clasificación a torneos internacionales
| Clasificado como | Copa Libertadores 1997 | Supercopa Sudamericana 1997 | Copa Conmebol 1996 |
| ---------------- | ---------------------- | --------------------------- | ------------------ |
| Colombia 1       | Deportivo Cali         | Atlético Nacional           | Deportes Tolima    |
| Colombia 2       | Millonarios            |                             | Santa Fe           |

## Cambios de categoría al final de temporada
| Descendido a la Primera B | Ascendido a la Primera A |
| ------------------------- | ------------------------ |
| Atlético Huila            | Cúcuta Deportivo         |